# Gare de Gravigny-Balizy
Gare de Gravigny-Balizy vasútállomás és RER állomás Franciaországban, Longjumeau településen. 2023. december 9. óta ezt az állomást a 12-es expressz villamosvonal szolgálja ki, amely a RER C vonalának C8-as ágát helyettesíti.

## Vasútvonalak
Az állomást az alábbi vasútvonalak érintik:
- 12-es villamos (Île-de-France)
- Grande Ceinture line

## Kapcsolódó állomások
A vasútállomáshoz az alábbi állomások vannak a legközelebb:
- Gare de Petit Vaux (Évry-Courcouronnes, 12-es villamos (Île-de-France))
- Gare de Chilly-Mazarin (Massy - Palaiseau, 12-es villamos (Île-de-France))

## Lásd még
- Franciaország vasútállomásainak listája
- A RER állomásainak listája